# Jon Hendricks/Diskografie

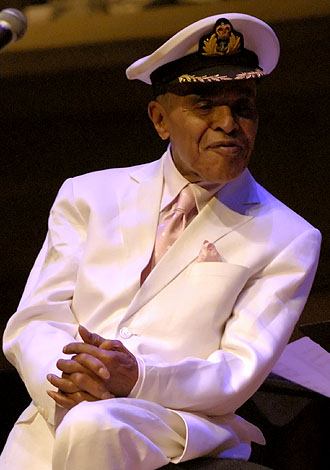
Jon Hendricks (2008)

Diese Diskografie ist eine Übersicht über die veröffentlichten Tonträger des Jazzsängers Jon Hendricks. Sie umfasst seine Alben unter eigenem Namen (Abschnitt 1), seine Mitwirkung bei Aufnahmen von Dave Lambert, Lambert, Hendricks & Ross bzw. Lambert, Hendricks & Bavan (Abschnitt 2), die unter seinem Namen erschienenen Singles (Abschnitt 3) und seine Mitwirkungen als Gastsolist bei weiteren Produktionen (Abschnitt 4). Nach Angaben des Diskografen Tom Lord war er zwischen 1950 und 2014 an 134 Aufnahmesessions beteiligt.

## Alben unter eigenem Namen
Dieser Abschnitt listet die von Jon Hendricks zu Lebzeiten veröffentlichten LPs und CDs chronologisch nach Aufnahmejahr.
| Album                                          | Musiklabel    | VÖ     | Aufnahme | Anmerkungen |
| ---------------------------------------------- | ------------- | ------ | -------- | --- |
| A Good Git Together                            | World Pacific | 1959   | 1959     | mit Nat & Cannonball Adderley, Pony Poindexter (as), Gildo Mahones (p), Wes Montgomery (git), Monk Montgomery (kb), Walter Bolden (dr) bzw. Ike Isaacs (kb), Jimmy Wormworth (dr) Bill Perkins                                         |
| Evolution of a Blues Song                      | Columbia      | 1960   | 1960     | mit Big Miller, Jimmy Witherspoon, Hannah Dean (vcl), Eric Gale, Ben Webster, Pony Poindexter (ts), Gildo Mahones (p), Bobby Gibbons (git), Ike Isaacs (kb), Jimmy Wormworth (d)                                                       |
| Fast Livin’ Blues                              | Roulette      | 1962   | 1961     | mit Joe Newman (tp), Al Grey (tb), Billy Mitchell (ts), Pony Poindexter (ts,sop), Gildo Mahones (p), Ike Isaacs (b) Stu Martin (dr) |
| Salud! Joao Gilberto                           | Reprise       | 1963   | 1963     | mit Gildo Mahones, George Tucker, Jimmie Smith, weitere Musiker waren Buddy Collette, Frank Messina, Conte Candoli, Pete Candoli, Milt Bernhart, Ray Sherman, Antonio Carlos Jobim, Johnny Mandel, Walter Wanderley, John Carisi (arr) |
| Recorded in Person at the Trident              | Smash         | 1965   | 1963     | mit Noel Jewkes (ts), Flip Hunes (p), Fred Marshall (b), Jerry Granelli (dr) |
| Jon Hendricks Live                             | Fontana       | 1970   | ?        | mit Daryl Runsworth, Bill Moody, Harold McNair, Kofi Ayivor, Reebop Kwakubaah, Reg Powell, Pete King, Ronnie Scott, Barry Roberts, Hank Shaw                                                                                           |
| Cloudburst                                     | enja          | 1985   | 1972     | mit Larry Vuckovich, Isla Eckinger, Kurt Bong |
| Tell Me the Truth                              | Arista        | 1975   | 1975     | mit Tricky Lofton, Hadley Caliman, Larry Vuckovich, Ben Sidran, Melvin Seals, Boz Scaggs, Clint Mosley, Tom Rutley, Eddie Marshall, Lennie McBrowne, Benny Vellarde & Chor                                                             |
| September Songs                                | Stanyan       | 1975   | 1975     | Jon Hendricks, Studioorchester unter Leitung von Wally Stott |
| Love                                           | Muse          | 1981?  | 1981     | mit Sweets Edison, Bob Gurland, Jerome Richardson, Jimmie Smith (p), Johnny Williams (kb), David Hazeltine (p), Jon Burr (kb), Marvin Smitty Smith (dr)                                                                                |
| Solo Brothers                                  | Inner City    | 1984?  | 1983     | mit Jon Faddis, Jimmy Maxwell, Sonny Fortune, Kenny Burrell, Orchester |
| Freddie Freeloader – Jon Hendricks and Friends | Denon         | 1990   | 1989     | Jon Hendricks in Duetten mit u. a. Judith Hendricks, Al Jarreau, Bobby McFerrin, Manhattan Transfer und George Benson, In der Begleitband spielten Wynton Marsalis, Tommy Flanagan, George Mraz, Jimmy Cobb                            |
| Boppin’ at the Blue Note                       | Telarc        | 1993 ? | 1993     | Jon Hendricks & The All Stars, mit Wynton Marsalis, Al Grey, Red Holloway, Benny Golson, Renato Chico, Mark Elf, Ugonna Okegwo, Andy Watson, außerdem mit Judith Hendricks, Michele Hendricks, Aria Hendricks, Kevin Burke (vcl)       |

## Aufnahmen mit den Dave Lambert Singers, Lambert, Hendricks & Ross und Lambert, Hendricks & Bavan
| Album                             | Musiker                                            | Musiklabel            | VÖ    | rec  | Anmerkungen                                                                                                 |
| --------------------------------- | -------------------------------------------------- | --------------------- | ----- | ---- | --- |
| Sing a Song of Basie              | Lambert, Hendricks & Ross                          | ABC-Paramount/Impulse | 1958  | 1957 | Begleitmusiker waren Nat Pierce (p), Freddie Green (git), Eddie Jones (kb) und Sonny Payne (dr).            |
| Doodlin’/The Sprit Feel           | Lambert, Hendricks & Ross                          | United Artists        | 1958? | 1958 | Single |
| The Swingers                      | Lambert, Hendricks & Ross                          | World Pacific         | 1959  | 1959 | mit Zoot Sims (ts), Russ Freeman (p), Jim Hall bzw. Freddie Green (git), Eddie Jones (kb), Sonny Payne (dr) |
| The Hottest New Group in Jazz     | Lambert, Hendricks & Ross                          | Columbia              | 1959  | 1959 | mit Sweets Edison (tp), Gildo Mahones (p), Ike Isaacs (kb), Walter Bolden (dr)                              |
| Sing Ellington                    | Lambert, Hendricks & Ross Acc by Ike Isaacs Trio   | Columbia              | 1960  | 1960 | mit Gildo Mahones (p), Ike Isaacs (b), Jimmy Wormworth (dr)                                                 |
| High Flying                       | Lambert, Hendricks & Ross with the Ike Isaacs Trio | Columbia              | 1961  | 1961 | dto. |
| Live at Basin Street East         | Lambert, Hendricks & Bavan                         | RCA Victor            | 1963  | 1962 | mit Pony Poindexter (sop,as), Gildo Mahones (p), George Tucker (kb), Jimmie Smith (dr)                      |
| Jazz Casual                       | Count Basie/Lambert, Hendricks and Bavan           | Koch Jazz             | ?     | 1963 | mit Pony Poindexter, Gildo Mahones, George Tucker, Jimmie Smith sowie Ralph Gleason (Interviewer)           |
| At Newport ’63                    | Lambert, Hendricks & Bavan                         | RCA Victor            | 1963  | 1963 | mit Clark Terry (tp), Coleman Hawkins (ts), Gildo Mahones (p), George Tucker (kb), Jimmie Smith (dr)        |
| Havin’ a Ball at the Village Gate | Lambert, Hendricks & Bavan                         | Victor                | 1964  | 1963 | mit Thad Jones (cnt,flhrn), Booker Ervin (ts), Gildo Mahones, George Tucker, Jimmie Smith                   |

## Singles
Dieser Abschnitt dokumentiert Aufnahmen von Jon Hendricks, die auf Singles erschienen sind.
| Titel (A-Seite)     | Titel (B-Seite)                             | Musiklabel    | VÖ   | Anmerkungen |
| ------------------- | ------------------------------------------- | ------------- | ---- | --- |
| Don’t Get Scared    | Funk Junction                               | Prestige      | 1955 | 913-X45, PRES 659: King Pleasure Sings with Jon Hendriks / Quincy Jones’ Band (B-Seite ohne Hendricks) |
| Cloudburst          | Four Brothers                               | Decca         | 1955 | Lambert hatte Hendricks zu dieser Aufnahme mit seinen Dave Lambert Singers eingeladen. Die beiden Nummern wurde unter Jon Hendricks & The Dave Lambert Singers zunächst als Single bei Decca veröffentlicht. Sie erschienen (samt Standin’ on the Corner (Whistlin’ at the Pretty Girls)) in LP-Form auf dem Album Lambert, Hendricks & Ross: Sing a Song of Basie. |
| A Good Git-Together | Everything Started in the House of the Lord | World Pacific | 1959 | |
| Watermelon Man      | Jive Samba                                  | Reprise       | 1963 | Produziert von Sonny Burke |
| Fire in the City    | Sons and Daughters                          | Verve         | 1966 | Verve VK 10512 |
| No More             | Rainbow’s End                               | Verve         | 1967 | Verve VS 572 |
| I Got Soul          | Slow City                                   | Philips       | 1971 | Philips 6006 088 |

## Alben als Gastsolist bei weiteren Produktionen
| Album                                                            | Künstler                                              | rec     | Musiklabel         | Anmerkungen |
| ---------------------------------------------------------------- | ----------------------------------------------------- | ------- | ------------------ | --- |
| King Pleasure Acc By Quincy Jones Band                           | King Pleasure/Quincy Jones                            | 1954    | Prestige           | Hendricks agiert bei der Session als Backgroundsänger, zusammen mit Eddie Jefferson & The Three Riffs |
| Sing Along with Basie                                            | Count Basie Orchestra                                 | 1958    | Roulette           | mit Jon Hendricks (vcl,arr), Dave Lambert (vcl) und Annie Ross (vcl) u. a. in „Li’l Darling“, „Goin’ to Chicago“ und „Tickle Toe“                                                                                |
| New York, N.Y.                                                   | George Russell and His Orchestra                      | 1959    | Decca              | Jon Hendricks (Erzähler) |
| Basie at Birdland                                                | Count Basie and His Orchestra                         | 1961    | Roulette           | Jon Hendricks (vcl) |
| The Real Ambassadors                                             | Louis Armstrong/Dave Brubeck                          | 1962    | Columbia           | Lambert, Hendricks & Ross sind zu hören in mehreren Armstromg-Titeln und mit dem Dave Brubeck Quartet in „Blow Satchmo“                                                                                          |
| Dizzy for President                                              | Dizzy Gillespie                                       | 1963    | Knit Classics      | Livemitschnitt vom Newport Jazz Festival, mit James Moody, Kenny Barron, Chris White, Rudy Collins. Hendricks ist zu hören in „Vote Dizzy“ (= Salt Peanuts)                                                      |
| Dizzy for President                                              | Dizzy Gillespie                                       | 1963    | Douglas Music      | Livemitschnitt vom Monterey Jazz Festival, mit James Moody, Hidehiko Matsumoto, Kenny Barron, Chris White, Rudy Collins. Hendricks ist zu hören in „Vote Dizzy“ (= Salt Peanuts)                                 |
| A Concert of Sacred Music from Grace Cathedral                   | Duke Ellington                                        | 1965    | Status             | Hendricks ist zu hören in „In the Beginning God“ |
| Europa Jazz – Ellington/James/Pomeroy/Hendricks                  | Harry James and His Orchestra                         | 1965    | Europa/Denon (CD)  | Henricks ist zu hören im Duett mit Ernie Andrews in „Flyin’ Home“. |
| Tribute to Individual Trumpet Kings & Dizzy Gillespie Quintet    | Dizzy Gillespie                                       | 1965    | I Giganti del jazz | Mitschnitt vom Monteray Jazz Festival, mit Red Allen, Clark Terry, Rex Stewart, Chris White, Kenny Barron, Rudy Collins, Jon Hendricks ist zu hören in „Sometimes I’m Happy“ und „Don’t Get Around Much Anymore“ |
| Underground                                                      | Thelonious Monk Trio                                  | 1968    | Columbia           | mit Larry Gales und Ben Riley; Hendricks ist zu hören in „In Walked Bud“ |
| The Man Who Cried Fire                                           | Rahsaan Roland Kirk                                   | um 1971 | Night Records      | Jon Hendricks ist zu hören in „Mr. P.C.“ |
| Buhaina                                                          | Art Blakey                                            | 1973    | Prestige           | mit Woody Shaw, Carter Jefferson, Cedar Walton, Michael Howell, Mickey Bass, Jon Hendricks ist zu hören in „Moanin’“ und „Along Came Betty“                                                                      |
| Jimmy Diamond & The Notorius Nob Hill Gang                       | Jimmy Diamond                                         | 1973    | NHG                | Jon Hendricks ist zu hören in „San Francisco Blues“ |
| The Peacocks                                                     | Jimmy Rowles                                          | 1975    | Columbia           | Jon Hendricks ist zu hören in „Skylark“ (mit Judy und Michele Hendricks) |
| Mecca for Moderns                                                | Manhattan Transfer                                    | 1981    | Atlantic           | mit Jerry Hey, Richie Cole, Tom Scott, Milcho Leviev, Victor Feldman; Jon Hendricks ist zu hören in „Confirmation“.                                                                                              |
| Experiment in White                                              | Janis Siegel                                          | 1982    | Atlantic           | mit David Fathead Newman, Frank Foster, Louie Ramirez, Tommy Flanagan, Kenny Barron, Dr. John, Les Paul, Ted Dunbar, Ron Carter, Grady Tate                                                                      |
| Cast Your Fate                                                   | Larry Vuckovich with Jon Hendricks                    | 1982    | Palo Alto          | mit Hein van de Geyn, Gaylord Birch, Kenneth Nash |
| Vocalese                                                         | The Manhattan Transfer                                | 1985    | Atlantic           | Hendricks ist zu hören in „Airegin“, „Another Night in Tunisia“ (mit Bobby McFerrin) und „Ray’s Rockhouse“ |
| Riding High (The "Just Say No" Jazz Symphony Against Drug Abuse) | Freddie Hubbard                                       | 1988    | DRG                | Jon Hendricks (Erzähler) |
| Keepin’ Me Satisfied                                             | Michele Hendricks                                     | 1988    | Muse               | mit Slide Hampton, Claudio Roditi, David Fathead Newman, David Leonhardt, Ray Drummond, Anthony Jackson, Marvin Smitty Smith; Jon Hendricks ist zu hören in „Everybody’s Boppin’“                                |
| Crescent City Christmas Card                                     | Wynton Marsalis                                       | 1989    | Columbia           | Jon Hendricks ist zu hören in „Sleigh Ride“ |
| Fab                                                              | Al Grey                                               | 1990    | Capri              | mit Clark Terry, Don Sickler, Mike Grey, Delfeayo Marsalis, Virginia Mayhew, Norman Simmons, Joe Cohn, J. J. Wiggins, Bobby Durham. Jon Hendricks ist zu hören in „Save the Grease“                              |
| Christmas Stockin’ Stuffer                                       | Al Grey & Friends                                     | 1990    | Capri              | |
| Cool Cat Blues                                                   | Georgie Fame                                          | 1990    | Bluemoon           | u. a. mit Lawrence Feldman, Bob Malach, Ronnie Cuber, Richard Tee, Michael Weiss, Robben Ford, Van Morrison, Boz Scaggs, Hugh McCracken, Dennis Irwin, Will Lee, Steve Gadd, Ralph MacDonald, Ben Sidran         |
| Language and Love                                                | Joyce                                                 | 1991    | Verve              | Bigband; Hendricks ist zu hören in „Taxi Driver“. |
| Repertoire                                                       | Patti Dunham                                          | 1992    | La Jacker          | u. a. mit Thom Rotella, Harvie Swartz, Grady Tate, Tommy Igoe, Danny Gottlieb; Hendricks ist zu hören in „Why Don’t You Walk Away“                                                                               |
| A Unique Musical Mix Featuring Rhymes and Fables                 | Charles Schwartz                                      | 1993    | Centaur            | Bigband |
| Gege and the Boparazzi                                           | Gegè Telesforo                                        | 1993    | GoJazz             | Bíg Band |
| Antonio Carlos Jobim and Friends                                 | Antonio Carlos Jobim                                  | 1993    | Verve              | Hendricks ist zu hören in „Chega de Saudade“ [No more blues] und „The Girl from Ipanema“ (finale) |
| Blood on the Fields                                              | Wynton Marsalis and the Lincoln Center Jazz Orchestra | 1995    | Columbia           | |
| Young Lions & Old Tigers                                         | Dave Brubeck                                          | 1995    | Telarc             | Hendricks ist zu hören im Duo mit Brubeck in „How High the Moon“ |
| Benny Carter Songbook, Volume I                                  | Benny Carter                                          | 1995    | MusicMasters       | mit Warren Vaché, Chris Neville, Steve Laspina, Sherman Ferguson, Jon Hendricks ist zu hören in „Cow Cow Boogie“                                                                                                 |
| Benny Carter Songbook, Volume II                                 | Benny Carter                                          | 1995    | MusicMasters       | mit Warren Vaché, Chris Neville, Steve Laspina, Sherman Ferguson, Jon Hendricks ist zu hören in „Doozy“ |
| A Little Bit of Ella (Now and Then)                              | Michele Hendricks                                     | 1998    | Cristal            | mit Brian Lynch, Robin Eubanks, David Fathead Newman, Tommy Flanagan, Peter Washington, Lewis Nash |
| Live in Chicago                                                  | Kurt Elling                                           | 1999    | Blue Note          | mit Laurence Hobgood, Rob Amster, Michael Raynor |
| Going Home                                                       | Varios Artists: Tribute to Duke Ellington             | 2000    | Platinum           | Bigband; Jon Hendricks und Al Jarreau sind zu hören in „Goin’ Home“ |
| The Legacy Lives On                                              | The Legacy                                            | 2000    | Mack Avenue        | Jon Hendricks ist zu hören in „Cloud Burst“, „When Lights Are Low“, „New Rhumba“ und „Last Night We Were Young“                                                                                                  |
| Reunion                                                          | Larry Vuckovich                                       | 2001-03 | Tetrachord         | |
| Footprints                                                       | Karrin Allyson                                        | 2005    | Concord Jazz       | mit Nick Phillips, Frank Wess, Bruce Barth, Peter Washington, Todd Strait, Jon Hendricks, Nancy King (vcl) |
| The Standard                                                     | Take 6                                                | 2008    | Heads Up           | Jon Hendricks und Al Jarreau sind zu hören in „Seven Steps to Heaven“ |
| Swinging, Singing, Playing                                       | Count Basie Orchestra (Leitung: Dennis Wilson)        | 2009    | Mack Avenue        | Hendricks ist zu hören in „Blues on Mack Avenue“ |
| This Could be the Start of Something Big                         | Andy Farber and his Orchestra                         | 2009    | Black Warrior      | Bigband; Jon Hendricks, Aria Hendricks und Kevin Fitzgerald Burke sind zu hören in „This Could be the Start of Something Big“ und „Roll ’em Pete“                                                                |
| Hi-Fly                                                           | Sachal Vasandani                                      | 2011    | Mack Avenue        | mit Ambrose Akinmusire, John Ellis, Jeb Patton, David Wong, Kendrick Scott, Jon Hendricks ist zu hören in „Hi-Fly“                                                                                               |
| Family                                                           | Avishai Cohen, Yuval Cohen & Anat Cohen               | 2011    | Anzic              | mit Aaron Goldberg, Matt Penman, Gregory Hutchinson, Jon Hendricks ist zu hören in „Roll ’em Pete“ |
| All the Cats Join In                                             | Connie Evingson & The John Jorgenson Quintet          | 2014    | Minnehaha          | mit Doug Martin, Jason Anick, Simon Planting, Rick Reed; Jon Hendricks ist zu hören im Medley „All the Cats Join In“/„Tickle Toe“                                                                                |
| The Royal Bopsters Project                                       | London, Meader, Pramuk & Ross                         | 2015    | Motéma Music       | mit Steve Schmidt, Sean Smith, Cameron Brown, Steve Williams, Steven Kroon, Roni Ben-Hur sowie Mark Murphy, Bob Dorough, Sheila Jordan, Annie Ross. Hendricks ist zu hören in „Music in the Air“                 |